# Elytrimitatrix brevicornis
Elytrimitatrix brevicornis là một loài bọ cánh cứng trong họ Cerambycidae.